# Xã Northwest, Quận Dickey, Bắc Dakota
Xã Northwest (tiếng Anh: Northwest Township) là một xã thuộc quận Dickey, tiểu bang Bắc Dakota, Hoa Kỳ. Năm 2010, dân số của xã này là 19 người.